# ليفي ك. فاولر
ليفي ك. فاولر (بالإنجليزية: Levi K. Fuller)‏ هو مخترِع وسياسي أمريكي، ولد في 24 فبراير 1841 في Westmoreland, New Hampshire ‏ في الولايات المتحدة، وتوفي في 10 أكتوبر 1896 في براتلبورو في الولايات المتحدة بسبب فقر الدم. نشط حزبياً في الحزب الجمهوري. وقد انتخب حاكم فيرمونت ‏ (6 أكتوبر 1892 – 4 أكتوبر 1894).